# بول ميفانو
بول ميفانو (بالفرنسية: Paul Méfano)‏ (6 مارس 1937 - 15 سبتمبر 2020)، هو ملحن وقائد فرقة موسيقية فرنسي من مواليد مدينة البصرة في العراق.

## السيرة
سعى بول ميفانو نحو الدراسات الموسيقية في مدرسة الأساتذة دي موزيك دي باريس ثم في وقت لاحق في معهد باريس للموسيقى حيث كان طالبا عند أندريه فاورابورغ-هونيجر وداريوس ميلو وجورج دانديلو. أكمل دراسته في بازل لدى بيير بيوليز وكارلهاينز شتوكهاوزن وهنري بوسيو.
حضر بانتظام حفلات دومين الموسيقية فضلا عن الندوات في دارمشتات والتحق في صف أوليفييه مسيان. وصف مسيان ميفانو بأنه «لا يهدأ ونشيط ودائم البحث عن حلول جذرية».
في عام 1965 عزف للمرة الأولى علنا في دومين الموسيقية تحت قيادة المايسترو برونو ماديرنا. من 1966 إلى 1968 عاش في الولايات المتحدة ثم في عام 1969 انتقل إلى برلين بدعوة من الأكاديمية الألمانية للتبادل الثقافي.
في عام 1970 عاد إلى فرنسا ووقع عقدا مع سالابيرت وكرس نفسه للحياة الموسيقية بشكل عام. في عام 1972 أسس فرقة 2e2m وهي المجموعة التي كان يقودها بشكل منتظم وعزف لأكثر من خمسمائة عمل موسيقي لملحنين شباب وقام بتسجيل أكثر من أربعين تسجيل. من بين هؤلاء الملحنين الأصغر سنا هم ستيفان دي غيراندو ولوران ميترو وتييري بلوندو ومارك أندريه ومايكل فينيسي وجيمس ديلون وبروس ماذر وكلود لوفيفر لكنه تعامل مع كبار الملحنين أيضا مثل جان باراكي وبريان فيرنيهو وفرانكو دوناتوني ولويجي نونو وألدو كليمنتي وفيليب بويسمانز ومورتون فيلدمان وإديسون دينيسوف وجون كيج وكذلك المشاركة في إعادة اكتشاف تشارلز فالنتين ألكان والملحنين التشيك الذين دفنوا في تيريزينستادت في عام 1940. هو مؤسس دار موردانت لنشر الموسيقى المعاصرة وتبني الملحنين الشباب وأنتج عددا من المسلسلات الإذاعية البارزة (دريك 2001).
في عام 1972 عين مديرا لمعهد شامبيني سور مارن وهو الواجب الذي كان يقوم به حتى عام 1988. كان أيضا أستاذا للتكوين في معهد باريس حتى عام 2002. أحد طلابه هو الملحن الكندي كلود فيفييه.
من 1996 إلى 2005 أدار معهد فرساي.

## روابط خارجية
- بول ميفانو على موقع مونزينجر (الألمانية)
- بول ميفانو على موقع ميوزك برينز (الإنجليزية)
- بول ميفانو على موقع أول ميوزيك (الإنجليزية)
- بول ميفانو على موقع ديسكوغز (الإنجليزية)